# Vagabond (série télévisée, 2019)
Ne doit pas être confondu avec Vagabond (manga).
Pour les articles homonymes, voir Vagabond et Le Vagabond.
Vagabond (hangeul : 배가본드 ; RR : Baegabondeu) est une série télévisée d'espionnage sud-coréenne en seize épisodes d'environ 63 minutes créée par Jang Young-chul et diffusée entre le 20 septembre et le 23 novembre 2019 sur la chaîne SBS,,.
Elle est également diffusée dans le monde depuis le 21 septembre 2019 sur Netflix.

## Synopsis
Bien que son neveu ait trouvé la mort dans un accident d’avion, le cascadeur Cha Dal-geon (Lee Seung-gi) veut comprendre ce qui s’est passé exactement et décide d’en découvrir plus aux côtés d’une agent secret Go Hae-ri (Bae Suzy)…

## Distribution
Sauf indication contraire ou complémentaire, les informations mentionnées dans cette section peuvent être confirmées par la base de données Hancinema

### Acteurs principaux
- Lee Seung-gi : Cha Dal-geon
- Bae Suzy : Go Hae-ri
- Shin Sung-rok : Gi Tae-woong
- Baek Yoon-sik : Jung Kook-Pyo, de la Maison Bleue (Séoul)
- Moon Sung-keun : Hong Soon-Jo, de la Maison Bleue
- Kim Min-jong : Yoon Han-Ki, de la Maison Bleue
- Lee Ki-young : Kang Joo-chul, de la NIS
- Jung Man-sik : Min Jae-sik, de la NIS
- Hwang Bo-ra : Gong Hwa-sook, de la NIS
- Lee Geung-young : Park Ki-pyo, du groupe de défense d'intérêts
- Moon Jeong-hee : Jessica Lee, du groupe de défense d'intérêts

### Acteurs secondaires
- Kim Jung-hyun : Hong Seung-beom
- Choi Kwang-il : Park Man-young
- Shin Seung-hwan : Kim Se-hun
- Kang Kyung-hun :
- Lee Si-yoo : Seo Young-ji
- Yoo Tae-o : Jerom
- Park Ah-in : Lily
- Choi Dae-chul : Kim Do-soo
- Jang Hyuk-jin : Kim Woo-gi
- Yoon Na-moo : Kim Ho-sik
- Ryu Won : Mickey
- Ko Kyu-pil : Park Kwang-deok
- Yoo Hyung-kwan
- Matthew Douma
- Lee Hwang-Ui : Dr Kevin Kim
- Moon Woo-jin : Cha Hoon, neveu de Cha Dal-geon
- Kamal Kadimi

## Production

### Développement
La série est la quatrième collaboration entre les scénaristes Jang Young-chul, Jung Kyung-soon et le réalisateur Yoo In-sik après leur projet Giant (자이언트, 2010), History of a Salaryman (샐러리맨 초한지, 2012) et Incarnation of Money (돈의 화신, 2013). Lee Seung-gi et Bae Suzy ont déjà joué ensemble dans Gu Family Book (구가의 서, 2013). Le 2 juin 2018 a lieu la première lecture du scénario.

### Tournage
Le tournage a lieu en juin 2018 à Tanger et au Sahara du Maroc, ainsi qu'en Corée du Sud et quelques scènes au Portugal.

### Fiche technique
- Titre original : 배가본드
- Titre international : Vagabond
- Réalisation : Yoo In-sik
- Scénario : Jang Young-chul et Jung Kyung-soon
- Production : Park Jae-sam
- Société de production : Celltrion Entertainment et Sony Pictures Television
- Sociétés de distribution : SBS (Corée du Sud) ; Netflix (monde)
- Pays d’origine :  Corée du Sud
- Langue originale : coréen
- Format : couleur - Dolby Digital - 2160p (UHDTV)
- Genres : action, espionnage, romantique, thriller
- Saison : 1
- Épisodes : 16
- Durée : 61–67 minutes
- Dates de diffusion :
  - Corée du Sud : 20 septembre 2019 sur SBS
  - Monde : 21 septembre 2019 sur Netflix

## Épisodes
Les épisodes, sans titres, sont numérotés de un à seize.